# SPECTRE
SPECTRE (Servei Per l'Espionatge, el Contra-espionatge, el Terrorisme, les Revenges i l'Extorsió) és una organització criminal fictícia secreta i internacional fundada per Ernst Stavro Blofeld a les novel·les i pel·lícules de James Bond. Va ser inspirada pel SMERSH, organització secreta soviètica dissolta l'endemà de la Segona Guerra Mundial, que l'autor cita a les seves primeres novel·les però que va abandonar per quedar-se en la ficció.
El seu domicili social se situa al 136 del Passeig Haussmann a París, sota la coberta d'una organització de suport a les víctimes de la Segona Guerra Mundial.
Els seus objectius són essencialment la recerca de beneficis privats i tots els mitjans són bons per aconseguir aquest resultat. No anuncia cap ideologia política ni filosòfica i lloga els seus serveis sense cap discriminació: «En el mercat de la mort, SPECTRE és totalment imparcial» afirma Blofeld.
Els seus àmbits d'acció són molt diversos i la seva sigla només en defineix alguns; la venda d'armes i les intervencions com a consellers criminals o terroristes constitueixen també una part important dels seus ingressos.
A les novel·les de James Bond d'Ian Fleming, SPECTRE apareix al llibre Operació Tro. Es troba el seu cap als dos llibres següents, Al servei secret de Sa Majestat i No es van veure més que dues vegades. És igualment mencionat a Motel 007.
John Gardner farà ressorgir l'organització a Missió particular , on SPECTRE és dirigit per Nena Blofeld, la filla del seu fundador. Li torna a donar vida al grup terrorista a les seves novel·les  Una qüestió d'honor  i  Nobody Lives Forever  amb  Tamil Rahani  com a nou cap.
Al cinema, SPECTRE mou els fils a  Agent 007 contra el Dr. No  i  Des de Rússia amb amor. L'organització és el principal enemic de James Bond a  Operació Tro ,  Només es viu dues vegades ,  007 al servei secret de Sa Majestat ,  Diamants per a l'eternitat  i Mai diguis mai més .
Amb l'excepció d'Auric Goldfinger i dels seus homes, tots els enemics de Bond de la primera època (Sean Connery i el parèntesi de George Lazenby) són membres d'aquesta organització.
Blofeld, encara que no és explícitament nomenat, fa una última aparició a una butaca rodant en els pre crèdits de  Només per als teus ulls , on intenta matar James Bond amb l'ajuda d'un helicòpter telecomandat, abans de ser finalment mort per aquest.